# Hrabstwo Alfalfa

Piramida wieku mieszkańców hrabstwa

Alfalfa – hrabstwo w stanie Oklahoma w USA. Populacja liczy 6 105 mieszkańców (stan według spisu z 2000 roku).
Powierzchnia hrabstwa to 2283 km² (w tym 38 km² stanowią wody). Gęstość zaludnienia wynosi 3 osoby/km².

## Miejscowości
- Aline
- Amorita
- Burlington
- Byron
- Carmen
- Cherokee
- Goltry
- Helena
- Jet
- Lambert
- Nescatunga (CDP)